# Siegfried Loyda
Siegfried Loyda (* 22. August 1921 in Senftenberg; † 5. August 2008) war ein deutscher Schauspieler und Ansager von großen Abendprogrammen, Konzerten und Kabarettsendungen in der DDR.
Loyda nahm nach dem Zweiten Weltkrieg am Leipziger Konservatorium Schauspielunterricht und debütierte 1946 beim Mitteldeutschen Rundfunk als Sprecher. Dem Medium Funk blieb er in den folgenden Jahrzehnten treu, erst in Leipzig, dann in Berlin als Moderator von Wunschsendungen.
Loyda wirkte als Sprecher in Hörspielen mit und moderierte zudem auch eigene Sendungen. Der bei einer großen Hörergemeinde sehr populäre Künstler spielte nur gelegentlich in Film- und Fernsehproduktionen. 1965 verkörperte er den SS-Führer Heydrich in dem Spielfilm Das Attentat (ČSSR). In der Serie Das unsichtbare Visier spielte Loyda über viele Jahre den Born-Getreuen Herzog, Chef der Rhein-Main-Detektei und verantwortlich für Sicherheitsfragen in der Organisation (ODESSA) der „alten Kameraden“.
Vor seiner Tätigkeit beim Rundfunk war Loyda als Neulehrer in Senftenberg tätig.

## Filmografie
- 1964: Das Attentat (Atentát)
- 1967: Die gefrorenen Blitze
- 1970: Junge Frau von 1914 (Fernsehfilm)
- 1971: Arthur Becker (Fernsehfilm)
- 1973: Dny zrady I
- 1973–1979: Das unsichtbare Visier (Fernsehserie)
- 1975: Steckbrief eines Unerwünschten (Fernsehfilm)
- 1980: Archiv des Todes – Das Grab im Schacht (Fernsehserie)
- 1982: Die Mahnung

## Weblink
- Siegfried Loyda bei IMDb

| Personendaten    | Personendaten                                      |
| ---------------- | -------------------------------------------------- |
| NAME             | Loyda, Siegfried                                   |
| KURZBESCHREIBUNG | deutscher Schauspieler und Veranstaltungsmoderator |
| GEBURTSDATUM     | 22. August 1921                                    |
| GEBURTSORT       | Senftenberg                                        |
| STERBEDATUM      | 5. August 2008                                     |